# Haines Photo Company

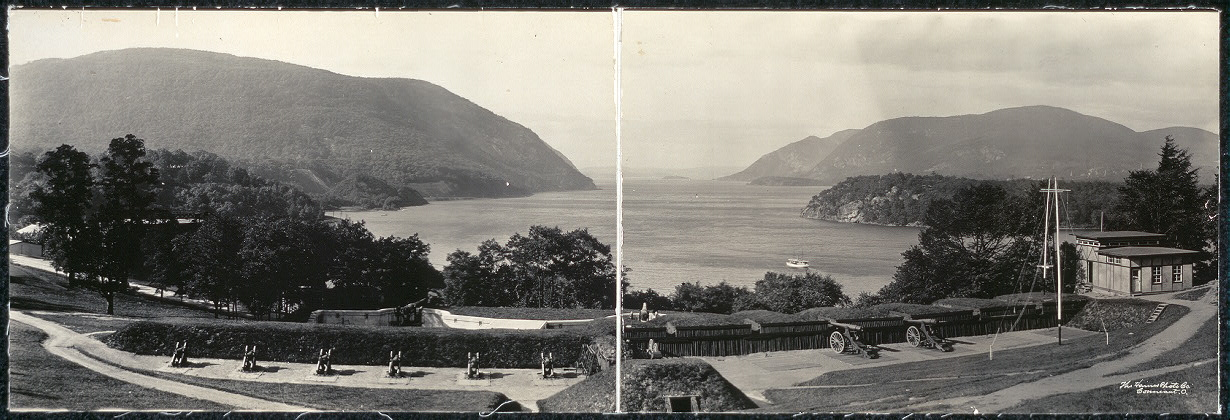
Trophy Point at West Point, severní pohled, 1909

Haines Photo Company bylo americké fotografické studio, které se specializovalo na panoramatické snímky populárních amerických turistických destinací. Fungovalo od roku 1908 až do pozdních desátých let dvacátého století.
Instituce Library of Congress zdigitalizovala více než 400 fotografií této společnosti.

## Galerie

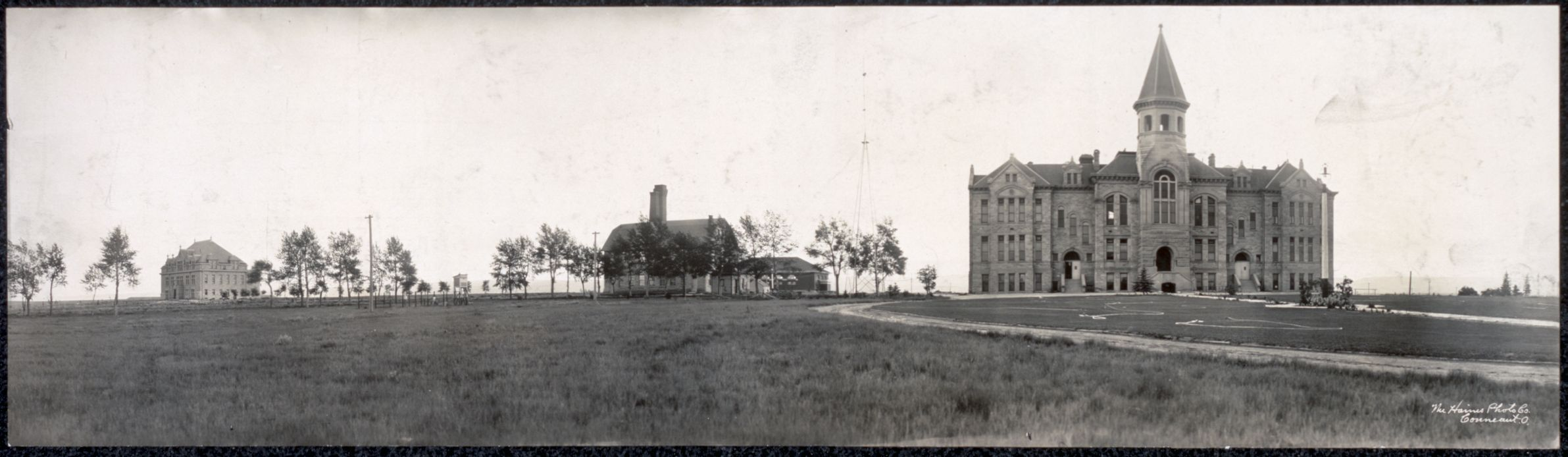
University of Wyoming; Laramie, Wyo., 1908
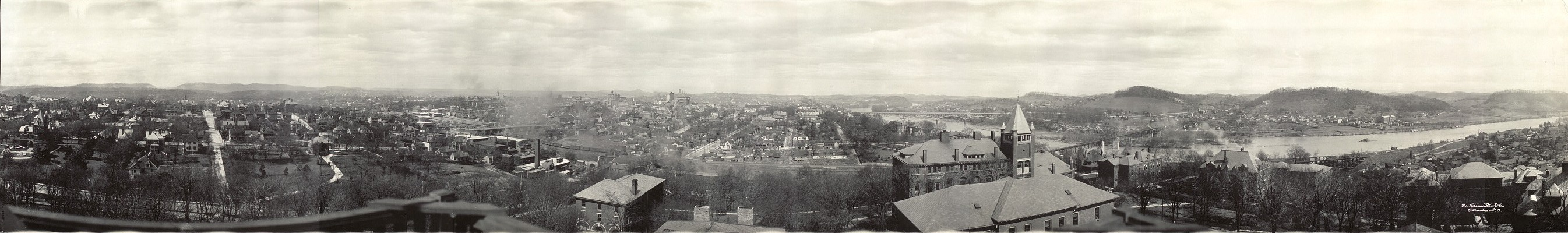
Knoxville, 1911
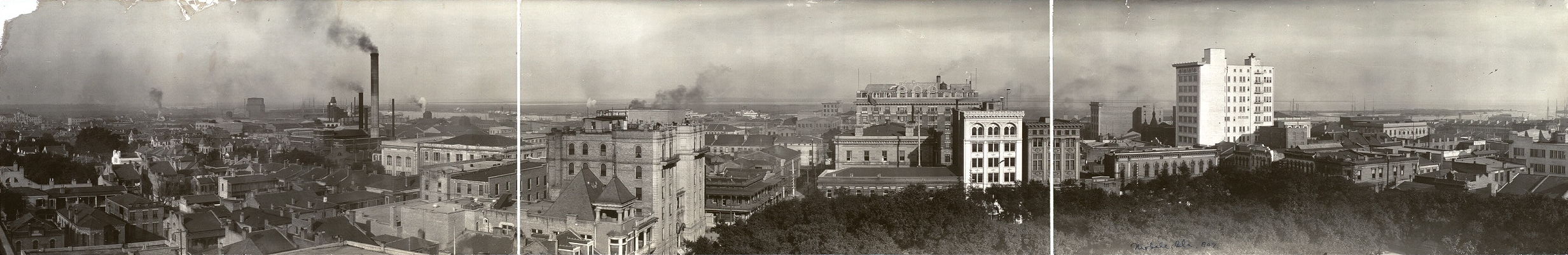
Mobile, Alabama, 1909
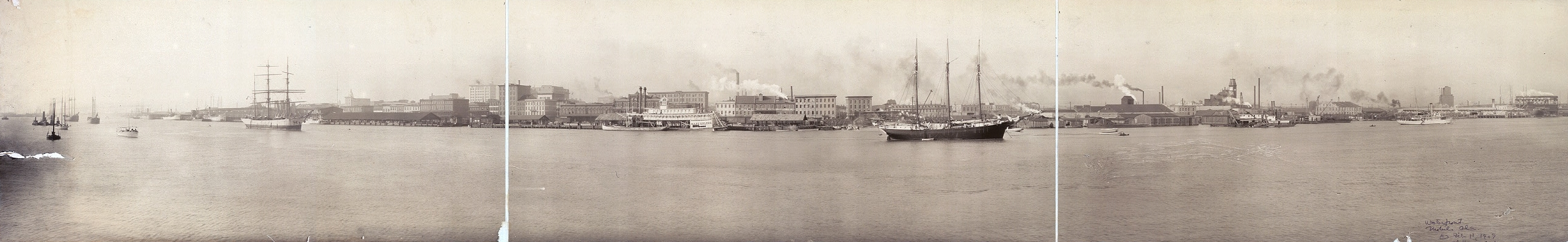
Přístav v Mobile, Alabama, 1909
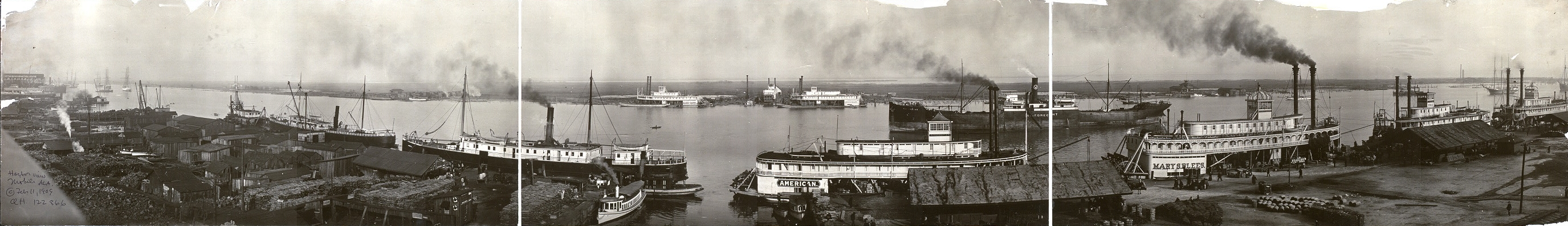
Přístav v Mobile, Alabama, 1909